# Mangalavada, Pavagada
Mangalavada là một làng thuộc tehsil Pavagada, huyện Tumkur, bang Karnataka, Ấn Độ.